# Keep on Your Mean Side
Albums de The Kills
Black Rooster
(2002) No Wow
(2005)
Keep on Your Mean Side est le premier album du duo américano-britannique The Kills. L'album, sorti le 1er avril 2003, leur valu les éloges des critiques et une comparaison aux White Stripes. Le disque mélange plusieurs styles musicaux tels que le garage minimaliste ou encore un style peu répandu, le lo-fi. Plusieurs morceaux de l'album sont repris de leur précédent EP Black Rooster.

## Liste des titres
Toutes les chansons sont écrites et composées par Jamie Hince, Alison Mosshart.
| No  | Titre                  | Durée |
| --- | ---------------------- | ----- |
| 1.  | Superstition           | 4:41  |
| 2.  | Cat Claw               | 3:32  |
| 3.  | Pull a U               | 3:23  |
| 4.  | Kissy Kissy            | 5:02  |
| 5.  | Fried My Little Brains | 2:08  |
| 6.  | Hand                   | 0:50  |
| 7.  | Hitched                | 4:01  |
| 8.  | Black Rooster          | 4:24  |
| 9.  | Wait                   | 4:48  |
| 10. | Fuck the People        | 4:17  |
| 11. | Monkey 23              | 3:06  |
| 12. | Gypsy Death and You    | 2:10  |